# Hypoflavia velloziae
Hypoflavia velloziae är en lavart som först beskrevs av Kalb, och fick sitt nu gällande namn av Marbach 2000. Hypoflavia velloziae ingår i släktet Hypoflavia och familjen Caliciaceae.   Inga underarter finns listade i Catalogue of Life.